# Campionati europei femminili di hockey su pista 2013
Il Campionato europeo di hockey su pista femminile 2013 è stata la 12ª edizione del campionato europeo di hockey su pista femminile; la manifestazione è stata disputata in Spagna a Mieres dal 17 al 21 dicembre 2013.

La competizione fu organizzata dalla Comité Européen de Rink-Hockey.

Il torneo è stato vinto dalla nazionale spagnola per la 4ª volta nella sua storia.

## Nazionali partecipanti
- Francia
- Italia
- Portogallo
- Spagna

## Prima fase

### Risultati
Prima giornata
| Mieres 17 dicembre 2013, ore 20:00 | Portogallo                | 7 – 3 | Italia | Polideportivo Visiola Rollan\| Arbitro: \| Isaac Sanz Xavier Bleuzen \| |
| Arbitro:                           | Isaac Sanz Xavier Bleuzen |       |        |                                                                         |

| Mieres 17 dicembre 2013, ore 21:15 | Spagna                     | 5 – 0 | Francia | Polideportivo Visiola Rollan\| Arbitro: \| Jaime Vieira Carlo Corponi \| |
| Arbitro:                           | Jaime Vieira Carlo Corponi |       |         |                                                                          |

Seconda giornata
| Mieres 18 dicembre 2013, ore 20:00 | Portogallo               | 8 – 3 | Francia | Polideportivo Visiola Rollan\| Arbitro: \| Isaac Sanz Carlo Corponi \| |
| Arbitro:                           | Isaac Sanz Carlo Corponi |       |         |                                                                        |

| Mieres 18 dicembre 2013, ore 21:15 | Spagna                      | 5 – 0 | Italia | Polideportivo Visiola Rollan\| Arbitro: \| Jaime Vieira Xavier Bleuzen \| |
| Arbitro:                           | Jaime Vieira Xavier Bleuzen |       |        |                                                                           |

Terza giornata
| Mieres 19 dicembre 2013, ore 20:00 | Francia                 | 1 – 2 | Italia | Polideportivo Visiola Rollan\| Arbitro: \| Isaac Sanz Jaime Vieira \| |
| Arbitro:                           | Isaac Sanz Jaime Vieira |       |        |                                                                       |

| Mieres 19 dicembre 2013, ore 21:15 | Spagna                       | 2 – 4 | Portogallo | Polideportivo Visiola Rollan\| Arbitro: \| Xavier Bleuzen Carlo Corponi \| |
| Arbitro:                           | Xavier Bleuzen Carlo Corponi |       |            |                                                                            |

### Classifica
|    | Squadra    | PT | G | V | N | P | GF | GS | Diff. |
| -- | ---------- | -- | - | - | - | - | -- | -- | ----- |
| 1. | Portogallo | 9  | 3 | 3 | 0 | 0 | 19 | 8  | +11   |
| 2. | Spagna     | 6  | 3 | 2 | 0 | 1 | 12 | 4  | +8    |
| 3. | Italia     | 3  | 3 | 1 | 0 | 2 | 5  | 13 | -8    |
| 4. | Francia    | 0  | 3 | 0 | 0 | 3 | 4  | 15 | -11   |

## Fase finale

### Semifinali
| Mieres 20 dicembre 2013, ore 20:00 | Spagna                      | 4 – 1 | Italia | Polideportivo Visiola Rollan\| Arbitro: \| Xavier Bleuzen Jaime Vieira \| |
| Arbitro:                           | Xavier Bleuzen Jaime Vieira |       |        |                                                                           |

| Mieres 20 dicembre 2013, ore 21:15 | Portogallo               | 7 – 1 | Francia | Polideportivo Visiola Rollan\| Arbitro: \| Carlo Corponi Isaac Sanz \| |
| Arbitro:                           | Carlo Corponi Isaac Sanz |       |         |                                                                        |

### Finale 3º - 4º posto
| Mieres 21 dicembre 2013, ore 18:30 | Italia                  | 5 – 0 | Francia | Polideportivo Visiola Rollan\| Arbitro: \| Jaime Vieira Isaac Sanz \| |
| Arbitro:                           | Jaime Vieira Isaac Sanz |       |         |                                                                       |

### Finale 1º - 2º posto
| Mieres 21 dicembre 2013, ore 19:15 | Portogallo                   | 0 – 7 | Spagna | Polideportivo Visiola Rollan\| Arbitro: \| Carlo Corponi Xavier Bleuzen \| |
| Arbitro:                           | Carlo Corponi Xavier Bleuzen |       |        |                                                                            |

## Campioni
| Campione d'Europa 2013 |
| ---------------------- |
| Spagna 4º titolo       |